# Alive! (Nitty Gritty Dirt Band)
| Recensione    | Giudizio |
| ------------- | -------- |
| AllMusic      |          |
| 24.000 dischi |          |

Alive! è un album dal vivo del gruppo musicale statunitense The Nitty Gritty Dirt Band, pubblicato nel maggio del 1969.

## Tracce

### LP
(1969, Liberty Records, LST 7611)
Lato A
1. Crazy Words, Crazy Tunes – 1:23 (testo: Jack Yellen – musica: Milton Ager)
2. Buy for Me the Rain – 2:23 (testo: Greg Copeland – musica: Steve Noonan)
3. Candy Man – 2:24 (Reverendo Gary Davis)
4. Foggy Mountain Breakdown (Strumentale) – 1:59 (Earl Scruggs)
5. Rock Me Baby – 4:08 (B.B. King, Jules Taub)

Durata totale: 12:17
Lato B
1. Fat Boys (Can Make It in Santa Monica) – 1:08 (Jeff Hanna, Chris Darrow)
2. Alligator Man – 2:14 (Floyd Chance)
3. Crazy Words, Crazy Tunes – 2:05 (testo: Jack Yellen – musica: Milton Ager)
4. Good-Night, My Love, Pleasant Dreams – 2:46 (George Motola, John Marascalco)

Durata totale: 8:13

## Formazione

### Gruppo
- Ralph Barr – voce solista (A1 e B3), chitarra, kazoo, cori
- Jeff Hanna – voce solista (A2, A3 e B1), chitarra, armonica, basso, washboard, batteria, cori
- Jimmie Fadden – voce solista (A5), armonica, batteria, cori
- Chris Darrow – voce solista (B1, B2 e B4), chitarra, fiddle, mandolino, basso, cori
- John McEuen – banjo, accordion, pianoforte
- Les Thompson – mandolino, kazoo, basso, tamburello

### Produzione
- Dallas Smith – produzione
- Bruce Ellison – ingegnere delle registrazioni
- Woody (Tail Spin) Woodward – grafica copertina album originale
- Dean Torrence/Kittyhawk Graphics – illustrazione e design copertina album originale[5]